# Tuditanus
Tuditanus es un género extinto de lepospóndilos (pertenecientes al grupo Microsauria) que vivieron durante el Carbonífero superior en América del Norte, que entonces se encontraba en latitudes tropicales.

## Clasificación
Al igual que Pantylus, es probable que Tuditanus se alimentase de insectos. Además, tenía una cabeza parcialmente más pequeña, un cuerpo más alto respecto a las extremidades, una larga cola y una dentadura más pequeña que la de Pantylus, lo que ha llevado a los paleontólogos a considerar la posibilidad de que Tuditanus también fuese un herbívoro que se alejaba más del agua que otros tetrápodos primitivos.